# ミロ (プロレスラー)
ミロスラフ・バルニャシェフ（Miroslav Barnyashev、1985年12月25日 - ）は、ブルガリアの男性プロレスラー。プロヴディフ州出身。WWEにてルセフのリングネームで活動している。

## 来歴

### キャリア初期
ギャングレルやリキシなどといった往年の名レスラーたちが運営するノックス・プロレスリングアカデミー（Knokx Pro Wrestling Academy）にてプロレスのトレーニングを開始し、2008年11月22日、NWPW（New Wave Pro Wrestling）にてミロスラフ・マカロフ（Miroslav Makarov）のリングネームでデビュー。エアリアル・スターを相手にデビュー戦を勝利で飾った。
2010年にはリングネームをバッシング・ブルガリアン（The Bashing Bulgarian）に変更し、1月24日にVPW（Vendetta Pro Wrestling）にて師匠であるギャングレルとシングルマッチを行うが敗れた。

### WWE
同年9月、WWEとディベロップメント契約を交わし入団。2011年に傘下団体であるFCWにてアレクサンダー・ルセフ（Alexander Rusev）のリングネームでロスター入りし、6月9日のテレビショーにてマイク・ダルトンを相手にデビューして勝利を飾る。
2012年2月2日、ビッグ・E・ラングストンとタッグを組んでFCWフロリダタッグチーム王座を保持するロトンズ（ハスキー・ハリス & ボー・ロトンド）にプロレスラー人生においてキャリア初のタイトル戦に挑戦するも敗戦。以降、ラングストンとタッグを組んで活動するかと思われたが、同月23日にCJ・パーカー & ジェイソン・ジョーダンに負けたことよりラングストンとタッグを解消し、3月2日に遺恨戦を行うが敗れた。同月15日よりコリン・キャサディを新たなタッグパートナーに迎え活動するがこれといった活躍をすることができず、7月より試合に出場する機会がなくなった。
2013年1月3日、ハウスショーにてキャサディとタッグを組んで久々に試合に出場。8月21日にはNXTテレビショーに登場。ドルフ・ジグラーを相手に対戦し、敗戦するも迫力のある試合展開を繰り広げた。同月28日にはスコット・ドーソン vs エンツォ・アモーレの試合においてアモーレのセコンドであったコリン・キャサディを襲撃し、勝利に一役買った。これをきっかけにドーソンとシルベスター・ルフォーと関わるようになり、9月4日にはテストマッチと題し、メイソン・ライアンと勝負をするが、ルフォーとドーソンの介入の後キャメルクラッチを決めて勝利し、正式にドーソンとタッグチーム、ファイティング・リージョナーズ（The Fighting Legionnaires）を結成。アモーレ & キャサディとの抗争では個人の実力的には圧倒していたがタッグ戦だったこともあり良い戦績は上げられなかった。10月よりディーヴァのラナが試合中に現れるようになり、同月30日にルフォーとタッグを組んでアモーレ & キャサディと対戦した際にルフォーを襲撃して反旗を翻した。これを機にファイティング・リージョナーズから脱退し、ラナについてゆくようになる。11月6日には金で仲を取り戻そうとしたルフォーを瞬殺し、ラナをマネージャーに従えてシングルに転向。
2014年1月26日、Royal Rumble 2014のロイヤルランブルマッチにて6番目に登場。怪物的な力を見せるもキングストン、CMパンク、コーディ・ローデス、セス・ロリンズの4人から脱落されてしまった。以降、ルセフとラナによるプロモーションやマイクアピールを繰り返し、4月7日のRAWにて、ザック・ライダーと対戦して圧勝し、正式にWWE昇格を果たした。同月14日、NXTで抗争していたウッズと対戦して圧勝するも、さらに攻撃をつづけたことでウッズの相棒であるRトゥルースにより因縁をつけられて抗争を開始。5月4日、PPVであるExtreme Rules 2014にてウッズ & トゥルースを相手にハンディキャップマッチを行うが試合直前に2人を襲い、ウッズを行動不能にしたうえトゥルースにもダメージを与えた状態で試合を始め、勝利した。5月より、リングネームをルセフ（Rusev）へとマイナーチェンジし、ロシアの愛国者で国籍もロシアへと移してアメリカを批判するギミックへと変更。アメリカ出身のレスラー達を相手に連勝した。しかし、ビッグ・Ｅとの抗争へと入ると苦戦を強いられたものの、6月29日、Money in the Bank 2014での直接対決にてスーパーキックからのアコレードで勝利した。ビッグ・Eとの抗争後、ロシア国家から勲章を与えられるスキットが行われ、勢いを拡大。7月14日、RAWにてリング上にてマイクアピールしていたところをリアルアメリカンを自称するジャック・スワガーとゼブ・コルターから標的とされるようになり、アメリカ対ロシアの抗争へと発展。7月20日、PPVであるBattleground 2014にてスワガーと対戦し、関節技に苦しめられながらもスワガーを鉄階段に激突させ、カウントアウトで勝利。続くサマースラムでのフラッグマッチ（勝者は自国の旗をリング上に掲げて勝利を喜ぶ権利がある試合）にて、アコレードで締め落として勝利を得た。スワガー以降もアメリカの威信をかけて戦うマーク・ヘンリーやビッグ・ショーと続けて抗争し勝利を重ねた。11月3日、RAW終了後にWWEネットワーク内で行われたWWE Network SpecialにてUS王座を保持するシェイマスに挑戦して勝利し、プロレスラーとしてのキャリアにおいて初となるベルトを獲得した。
2015年3月29日、WrestleMania 31にてジョン・シナと王座戦を行う。終盤にアコレードを決めるが切り返され、シナへ追撃を試みるもラナへ誤爆し、たじろいでいる隙にアティテュード・アジャストメントを決められ敗戦。この試合においてWWE昇格後初のピンフォール負けを喫した。WrestleMania 31後、ラナと仲違いを起こしラナはドルフ・ジグラーのマネージャーに就き、自身はサマー・レイをマネージャーに従えて抗争を展開した。
2016年5月22日、Extreme Rules 2016にてWWE US王座を保持するカリストに挑戦。終盤にトップロープに立とうとしたカリストに対して振り落とすとリング中央へと引きずり身体が反り返るほどのアコレードを決めてギブアップを奪い勝利。ベルトを奪取した。
2018年12月25日、SmackDown LiveでWWE US王座を保持する中邑真輔に挑戦。勝利してベルトを奪取。
2020年4月15日、WWEから解雇された。

### AEW
2020年9月、AEWと契約。新リングネームはミロ（Miro）。

### WWE復帰
2025年4月21日にWWE・ロウに登場し、約5年ぶりのWWE復帰を果たす。

## 得意技

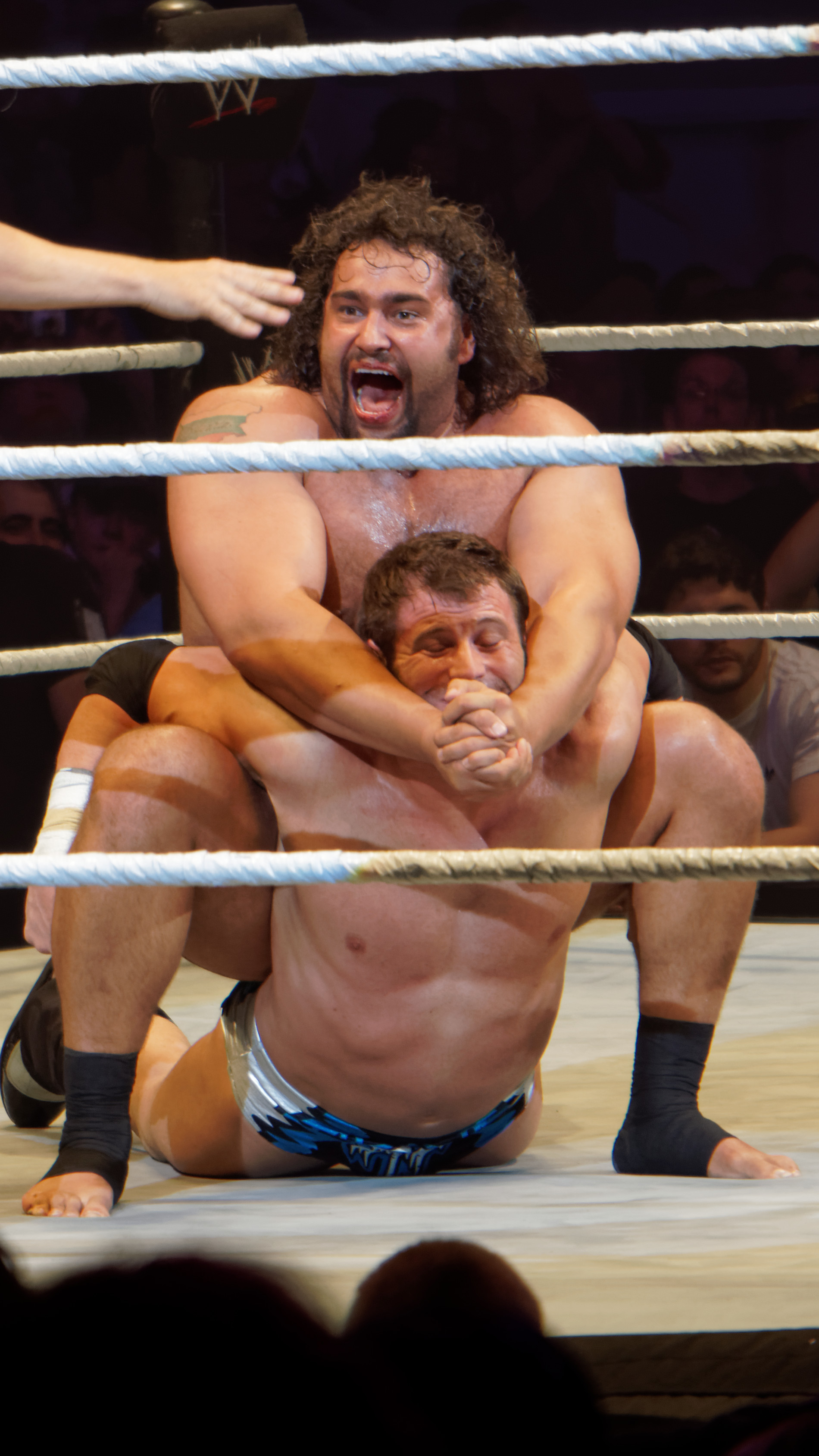
アコレード

### フィニッシュ・ホールド
ゲームオーバー
キャメルクラッチ。
WWE所属時代は、アコレードの技名で使用。AEW入団後は、ゲームオーバーの技名で使用。アイアン・シークなど反米ヒールレスラーに好まれて使われてきた技。
マチカ・キックでダウンした相手の背中を大きくストンピングしてから仕掛けるのが一連のフィニッシュムーブ。
アコレードの体勢から後ろに倒れこむ変形型も使用する。相手の体は逆エビ固めをかけられたような形で反り返るため強力かつ脱出が困難。
マチカ・キック
スーパーキック。
アコレードへと繋げるサインムーブであったが、現在はフィニッシャーとしても使用。
ブルプレックス
FCW時代のフィニッシャー。
ジャックハマー。

### 投げ技
スープレックス
スーパープレックス
フォールアウェイ・サモアンドロップ

### 打撃技
エルボー
ラウンドハウス・キック
スピニング・ヒール・キック
見た目に反して動きが機敏であり、非常に打点が高い。
ニー・リフト
相手を担ぎ上げた状態からロープ、またはコーナー上に乗せて連打する。

## タイトル歴

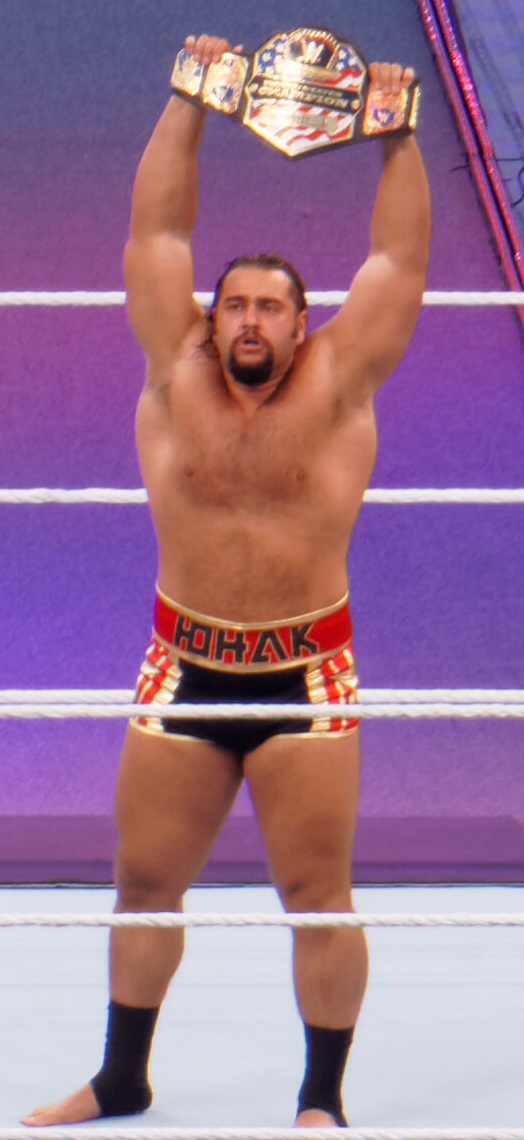
WWE US王者時代

WWE
- WWE US王座 : 3回

AEW
- AEW TNT王座 : 1回 （第5代）

## 入場曲
- Mila Rodino
- Рев на лъвът（Roar of the Lion）
- Hellfire
- A League of Their Own
- The Best Man
- Redeemer - 現在使用中